# Lithocarpus damiaoshanicus
Lithocarpus damiaoshanicus är en bokväxtart som beskrevs av Cheng Chiu Huang och Yong Tian Chang. Lithocarpus damiaoshanicus ingår i släktet Lithocarpus och familjen bokväxter. Inga underarter finns listade.